# Cobania picea
Cobania picea is een hooiwagen uit de familie Gonyleptidae.